# Coptodactyla lesnei
Coptodactyla lesnei là một loài bọ cánh cứng trong họ Bọ hung (Scarabaeidae).